# Роберт Трет Пейн
Роберт Трет Пейн (англ. Robert Treat Paine, 11 березня 1731 – 11 травня 1814) — був юристом, політиком і батьком-засновником Сполучених Штатів, який підписав Континентальну асоціацію та Декларацію незалежності як представник Массачусетсу. Працював першим генеральним прокурором штату та помічником судді у Верховному судовому суді Массачусетсу, найвищій інстанції штату.

## Життєпис
Роберт Трет Пейн народився в Бостоні, провінція Массачусетс-Бей, Британська Америка, 11 березня 1731 року. Був одним із п'яти дітей преподобного Томаса Пейна та Юніс (Тріт) Пейн. Його батько був пастором баптистської церкви Франклін-роуд у Веймуті, але в 1730 році перевіз свою сім'ю до Бостона і згодом став там торговцем. Його мати була донькою преподобного Семюеля Тріта, чий батько, майор Роберт Тріт, був одним із головних засновників Ньюарка, штат Нью-Джерсі, а пізніше губернатором Коннектикуту. Сім'я Трітів Роберта Тріта Пейна мала довгу історію в британських колоніях, і його родина Пейн, зокрема, може простежити родовід до Мейфлавера.